# Milla cúbica
La milla cúbica es una unidad de volumen equivalente al volumen de un cubo de una milla de lado. Su abreviatura es mi³ o cu mi.

## Equivalencias
1 milla cúbica equivale a:
- 254.358.061.056.000 pulgadas cúbicas
- 147.197.952.000 pies cúbicos
- 5.451.776.000 yardas cúbicas
- 3.379.200 acre-pies

- 4.168.181.825.440,6 litros o decímetros cúbicos
- 4.168.181.825,4406 kilolitros o metros cúbicos
- 4.168.181,8254406 megalitros o decámetros cúbicos
- 4.168,1818254406 gigalitros o hectómetros cúbicos
- 4,1681818254406 teralitros o kilómetros cúbicos

- Datos: Q1790908